# New Moon (EP av Sambassadeur)
New Moon är Sambassadeurs andra EP, utgiven 2005 av skivbolaget Labrador. Titelspåret "New Moon" kom senare att ingå på bandets debutalbum Sambassadeur (2005), medan övriga spår är unika för denna utgåva.

## Låtlista
1. "New Moon"
2. "The Only Living Girl"
3. "There You Go"

### Fotnoter
1. ↑  ”New Moon”. Discogs.com. http://www.discogs.com/Sambassadeur-New-Moon/release/2160860. Läst 1 mars 2012.